# 李文俊 (企業家)
李文俊，SBS，BBS，JP（1970年後—），男，香港企业家，香港富商李運強之子。於加拿大英屬哥倫比亞大學應用科學學士畢業，理文造紙主席，擔任多項公職，包括中华人民共和国之第十一、十二、十三丶十四屆全國政協委員、海南省政協常委、百仁基金主席、香港童軍九龍地域名譽會長及康復諮詢委員會副主席。

## 生平
2019年4月李文俊與妻子黃敏儀斥資14.54億元，向友邦保險購入南區赫蘭道8號項目，地盤面積29,825平方呎，以地積比率0.75倍計算，可建樓面22,369平方呎，每呎樓面地價64997元。是次以公司名義購買，料同樣須繳付3成印花稅，涉稅款4.35億元。

### 新聞
- 李文俊點紙咁簡單 （页面存档备份，存于）
- 絲絲講場：理紙CEO歡迎內地加薪 （页面存档备份，存于）
- 李文俊 造紙大王 理文紙業青出於藍 （页面存档备份，存于）